# Massaker in der Wenzelnbergschlucht
Beim Massaker in der Wenzelnbergschlucht wurden am 13. April 1945 auf Langenfelder Stadtgebiet (Kreis Mettmann, Nordrhein-Westfalen) in einer Schlucht des Wenzelnbergs im Zuge von Kriegsendphasenverbrechen 71 Insassen aus dem Zuchthaus Lüttringhausen von Gestapo-Leuten hingerichtet. Die Leichen wurden nach dem Krieg unter Aufsicht amerikanischer Besatzungssoldaten von lokal bekannten Nationalsozialisten exhumiert und später vor dem Rathaus in Solingen-Ohligs bestattet. Im Jahre 1965 wurden die Opfer an das Mahnmal Wenzelnberg umgebettet, wo jährlich eine Gedenkveranstaltung stattfindet.

## Chronologie

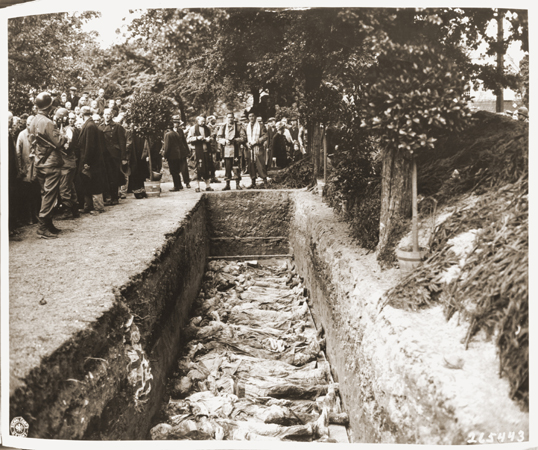
Beisetzung der 71 Opfer in Solingen-Ohligs

Am 13. April 1945 starben in einer Schlucht des Wenzelnbergs 68 namentlich bekannte sowie drei unbekannte Männer, die von den Nationalsozialisten ohne Prozess dort hingerichtet wurden. Zur Chronik des Verbrechens die Angaben der Tafel am Mahnmal Wenzelnberg:
- 24. Januar 1945

Das Reichssicherheitshauptamt richtete in einem Telegramm an die Leiter der Staatspolizei in Düsseldorf, Münster, Dortmund und Köln die Aufforderung, „ausländische Arbeiter und ehemalige deutsche Kommunisten“, die sich veranlasst sehen könnten, sich umstürzlerisch zu betätigen, „sofort zu vernichten“.
- 7. April 1945

Generalfeldmarschall Walter Model, der oberste Befehlshaber der Heeresgruppe B erließ den Tagesbefehl, Zuchtgefangene, die innerhalb vom Feind eingeschlossener Gefängnisse einsitzen, der Sicherheitspolizei zur sicherheitspolizeilichen Überprüfung zu übergeben. Gleiches gelte für in den Strafanstalten einsitzende Untersuchungshäftlinge, wenn sie wegen politischer Vergehen oder Verbrechen in Haft oder wenn Zuchthaus- oder Todesstrafe zu erwarten seien. Weitere Regelungen sei höheren SS- und Polizeiführern übertragen. (Müller ergänzt, dass sich Models Hauptquartier abwechselnd in Solingen-Aufderhöhe, Schloss Hackhausen und in Wiescheid, Oststraße 1 im Haus Furtmann befunden habe.)
- 8.–9. April 1945

Der „Höhere SS- und Polizeiführer West“, der SS-Obergruppenführer Karl Gutenberger in Essen erteilte daraufhin dem Kommandeur der Sicherheitspolizei Henschke den entsprechenden Tagesbefehl, der ihn an den Leiter der Gestapo-Außenstelle in Wuppertal, Hufenstuhl weitergab.
- 10. April 1945

Nach telefonischer Voranmeldung erschienen Kriminalassistent Dahlmann mit drei weiteren Gestapo-Beamten bei Regierungsrat Dr. Engelhardt, Leiter des Zuchthauses Remscheid-Lüttringhausen. Dahlmann verlangte, die sicherheitspolizeiliche Überprüfung der einsitzenden Gefangenen vornehmen zu dürfen. Dem Leiter der Anstalt Dr. Engelhardt gelang es, die ursprünglich geforderten 600 Gefangenen auf 90 zu reduzieren. Des Weiteren gelang ihm die Ausklammerung ausländischer Gefangener.
Zur gleichen Zeit wies Hufenstuhl die Beamten Burmann und Vogel an, eine Grube durch ausländische Zwangsarbeiter ausheben zu lassen. Nachdem man zunächst einen Ort in der Ohligser Heide hierfür vorgesehen hatte, der dann aber nicht sicher genug erschien, entschied man sich für die Schlucht am Wenzelnberg. Den Arbeitern teilte man mit, die Grube, deren Maße genau bestimmt war, werde als Panzergraben benötigt.
- 12. April 1945

Mit zwei geschlossenen Lastkraftwagen erschien ein starkes Polizeiaufgebot gegen 16 Uhr auf dem Gelände der Haftanstalt. Zur Überraschung der Gestapo stellte sich heraus, dass nur 55 der ursprünglich 90 vorgesehenen Häftlinge zum Abtransport bereitstanden. Dr. Engelhardt konnte noch 35 Häftlinge in Arbeitskommandos unterbringen und sie damit vor dem Zugriff der Gestapo bewahren. Dahlmann erklärt sich daraufhin bereit, nur sechs weitere Häftlinge zu übernehmen, die ihm am nächsten Morgen auf das Polizeipräsidium in Wuppertal überstellt werden sollen. Allerdings gelang noch einem Gefangenen die Flucht, sodass lediglich fünf weitere Häftlinge dem Transport zugewiesen werden konnten.
- 13. April 1945

In der Frühe wurden die Gefangenen zum Wenzelberg gekarrt. 11 weitere Häftlinge wurden noch aus anderen Haftanstalten den Gefangenen aus Lüttringhausen zugestellt, wobei dies je vier Gefangene aus Wuppertal-Bendahl und Ronsdorf sowie drei Männer unbekannten Namens und unbekannter Herkunft gewesen seien. (Nach Müller waren es vier Untersuchungsgefangene aus Wuppertal-Bendahl und sieben in Ronsdorf einsitzende Zwangsarbeiter). Nach offiziellen Angaben wurden die Männer dort paarweise an den Daumen zusammengebunden und durch Genickschuss getötet. (Ortsansässige sprechen im Übrigen auch von nicht erschossenen Männern, die gefesselt in die Grube fielen und lebendig begraben wurden.)
- 14.–17. April 1945

Am 14. April besetzten Antifaschisten das Rathaus in Solingen-Wald. Nach dem Einzug der 94. US-Infanterie-Division, die damals in Langenfeld stationiert war, wurden die Antifaschisten mit Polizeiaufgaben betraut. Am 17. April meldete ein Mann, der für die Absperrmaßnahmen an der Mordstelle eingesetzt war, den Massenmord dem amerikanischen Kampfkommandanten. Anschließend wurde an der angegebenen Stelle das noch frische Massengrab entdeckt.
- 27. April 1945

Mitglieder der Solinger Antifa-Gruppe begannen gemeinsam mit einem amerikanischen Sergeanten die Aufklärung der Tat. Gleichzeitig begann die Exhumierung der Toten.
- 30. April 1945

40 namentlich bekannte NSDAP-Mitglieder hatten nunmehr die 71 Leichen auszugraben.
- 1. Mai 1945

Beisetzung der Opfer vor dem Rathaus in Solingen-Ohligs. Nach Aufforderung zur Teilnahme an der Trauerfeier nahmen 3000 Menschen teil.
- 19. Januar 1955

Erneute Exhumierung der Toten.
- 23. Januar 1965

In 12 Särgen wurden die 71 Getöteten am Wenzelnberg im Rahmen einer Gedenkfeier erneut beigesetzt. Seitdem ist der Ort der Tat auch gleichzeitig Gedenkstätte.

## Täter
Entgegen der Inschrift auf der Mauer des Mahnmals („[...] von der Gestapo erschossen“), waren verschiedene Institutionen bzw. deren Personal in Planung und Durchführung des Massakers involviert. So notierte der Historiker Martin Hölzl: 
„Beteiligt an der Organisation und Ausführung des Verbrechens waren neben dem Personal der Haftstätten [Zuchthaus Lüttringhausen, Gefängnis Wuppertal-Bendahl und Wuppertaler Polizeigefängnis] die Wuppertaler Gestapo und Kriminalpolizei, dazu kamen Beamte von Gestapo und Kriminalpolizei aus Solingen, sowie Wuppertaler Schutzpolizisten.“
So war auch der spätere erste Behördenleiter des Landeskriminalamts Nordrhein-Westfalen (bis 1953 Landeskriminalpolizei-Amt Nordrhein-Westfalen), Friedrich Karst, in seiner damaligen Funktion als Kriminalsekretär bei der Wuppertaler Kriminalpolizei, an dem Massaker beteiligt. Laut Aussage von Karst wurden die unmittelbaren Erschießungen (Schussabgaben) durch anwesenden Schutzpolizisten vorgenommen, wobei zu erwähnen ist, dass er seine Rolle bei der Durchführung wohl systematisch herunterspielte und einige Aspekte seiner Aussagen von Hölzl als nicht glaubwürdige Schutzbehauptung identifiziert wurden.

## Mahnmal Wenzelnberg
Am Mahnmal Wenzelnberg finden seit 1965 alljährlich Gedenkfeiern statt, die abwechselnd von den Städten Langenfeld, Leichlingen Leverkusen, Remscheid, Solingen und Wuppertal ausgerichtet werden. Ebenfalls nimmt der Deutsche Gewerkschaftsbund daran teil.

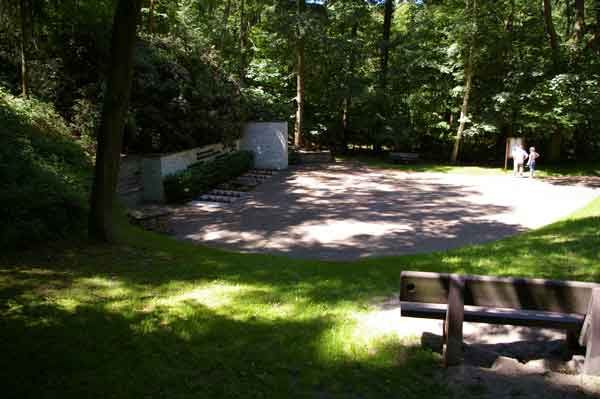
Mahnmal Wenzelnberg
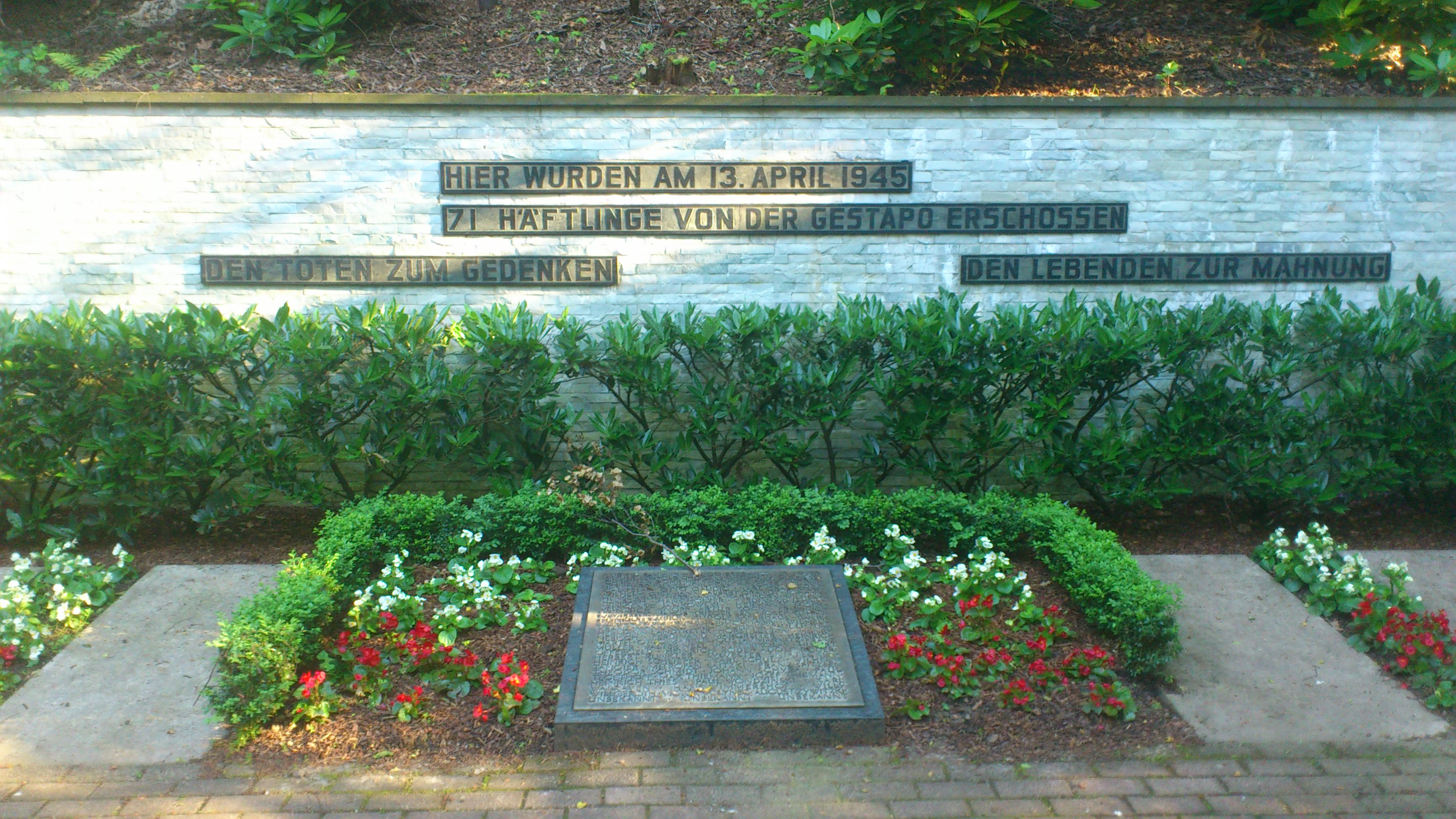
Die Inschrift des Mahnmals